# Krigsåret 1906

## Pågående krig
- Filippinsk-amerikanska kriget (1898-1913)

- Folkmordet på herero- och namafolken (1904-1907)

## Händelser

### Okänt datum
- Andra Genèvekonventionen antas.